# Dunrobin Castle

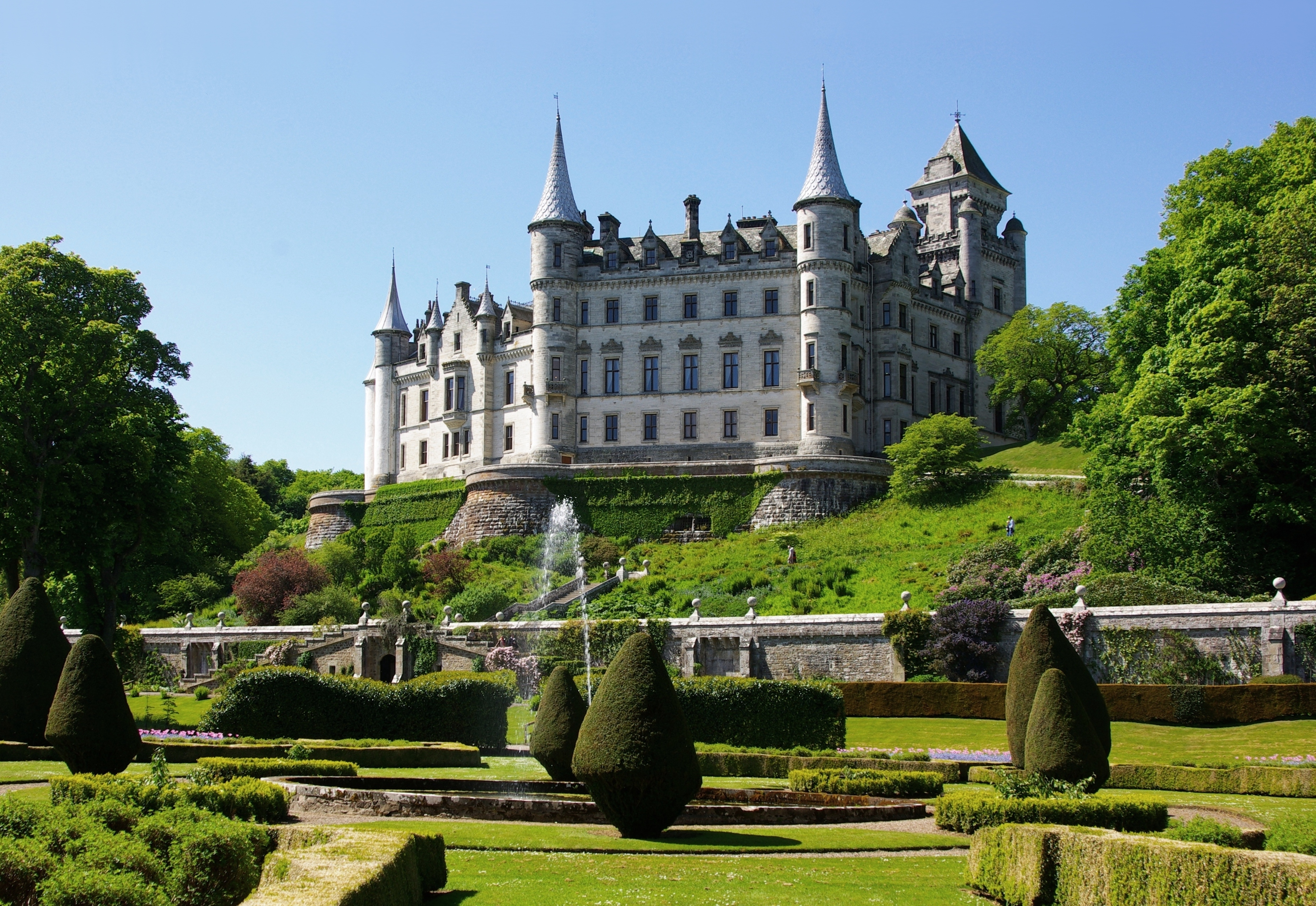
Dunrobin Castle von Osten (2009)

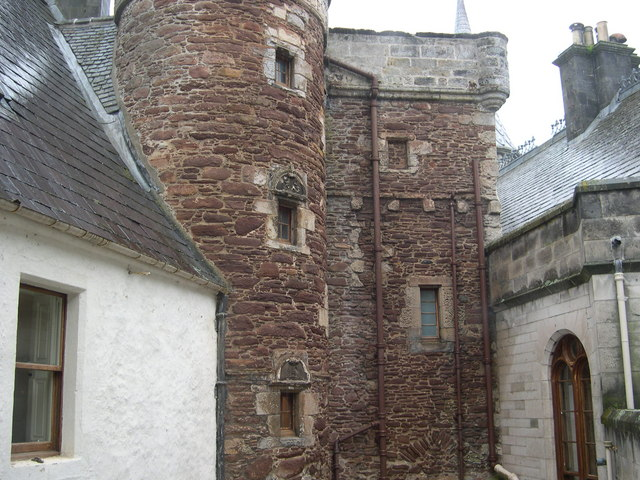
Überbaute Überreste des Wohnturms aus dem 13. Jahrhundert

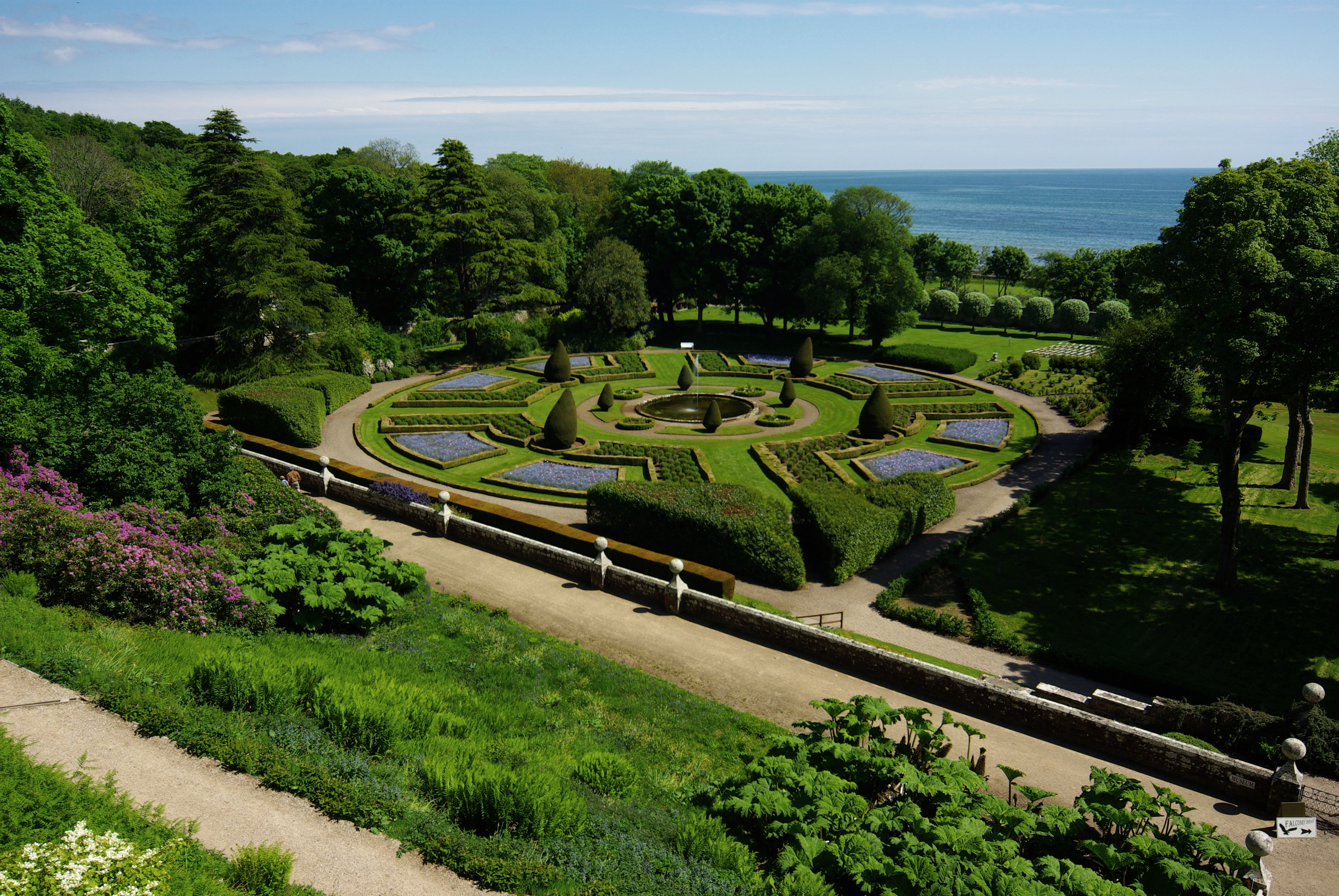
Teil des Gartens

Dunrobin Castle ist ein Schloss an der Ostküste von Schottland, knapp zwei Kilometer nördlich von Golspie. Es ist der Stammsitz des Clan Sutherland und damit auch des Earl of Sutherland. Mit 189 Zimmern ist Dunrobin Castle das größte Wohngebäude in den nördlichen Highlands.

## Geschichte
Der Kern des Gebäudes geht auf einen Wohnturm des 13. Jahrhunderts zurück, dessen Überreste noch heute im Innenhof des Schlosses sichtbar sind. Erstmals erwähnt wurde Dunrobin aber erst 1401 als Festung des sechsten Grafen von Sutherland, Robert de Moravia. Im 17. Jahrhundert wurden der alten Burg zwei neue Flügel angebaut, die durch einen Turm mit Wendeltreppe mit dem alten Gebäude verbunden waren.
In der Zeit von 1845 bis 1851 erhielt das Schloss unter George Sutherland-Leveson-Gower, 2. Duke of Sutherland sein heutiges Aussehen, das an ein französisches Schloss erinnert. Architekt war Charles Barry, der auch das englische Parlamentsgebäude in London gestaltete. Barry entwarf auch den Garten des Schlosses, der den Anlagen in Versailles nachempfunden ist. 1872 übernachtete Königin Victoria in Dunrobin Castle.
Nachdem ein Großteil der Inneneinrichtung des 19. Jahrhunderts durch einen Brand 1915 zerstört worden war, wurde diese nach Entwürfen Robert Lorimers neu gestaltet. In den späten 1960er und frühen 1970er Jahren diente das Schloss sieben Jahre lang als Jungeninternat. Der heutige Eigentümer ist Alistair Sutherland, 25. Earl of Sutherland. Er erbte das Schloss 2019 von seiner Mutter Elizabeth Sutherland, 24. Countess of Sutherland, die es 1963 von ihrem Onkel George Sutherland-Leveson-Gower, 5. Duke of Sutherland erbte, während der Titel Duke of Sutherland an einen entfernten Verwandten, John Egerton, 6. Duke of Sutherland, fiel.

## Heutige Nutzung
Der Garten ist ganzjährig für die Öffentlichkeit zugänglich, das Schloss lediglich in der Zeit von April bis Oktober. Die Innenausstattung kann im Rahmen eines Rundgangs besichtigt werden. In den Gartenanlagen befindet sich zudem ein Museum mit Trophäen von Großwildjagden und eine Falknerei. Das Schloss besitzt einen eigenen Bahnhof an der Far North Line.

## Schutzstatus
Dunrobin Castle ist in den schottischen Denkmallisten als Bauwerk der höchsten Kategorie A klassifiziert. In der zweithöchsten Stufe stehen die Gartenanlage mitsamt einem Pavillon, die Meierei, ein Taubenhaus, ein Denkmal, das an Harriet, Duchess of Sutherland erinnert, eine Lodge, ein Denkmal, das an den 2. Duke of Sutherland erinnert, eine Stallung und Remise in der Nähe des Nordeinganges, der Privatfriedhof, der Warteraum des Bahnhofes sowie eine Lodge mit Turmpforte am südwestlichen Eingang.
In der dritthöchsten Stufe steht das Eishaus.
Außerdem wurden 1987 die Außenanlagen in das Inventory of Gardens and Designed Landscapes in Scotland aufgenommen.

## Sonstiges
1975 diente der Schlosspark als Drehort für Stanley Kubricks Film Barry Lyndon. Zudem war das Schloss Drehort der Rosamunde-Pilcher-Verfilmungen Wintersonne (2003) und Zauber der Liebe (2006) des ZDF.